# Lara Casanova
Lara Casanova (Walenstadt, 25 ottobre 1996) è una snowboarder svizzera.

## Biografia
In Coppa del Mondo ha esordito il 13 dicembre 2017 a Val Thorens (9ª).
Nel 2018 ha preso parte ai XXIII Giochi olimpici invernali a Pyeongchang concludendo in quindicesima posizione, venendo eliminata ai quarti nella gara di snowboard cross.

## Palmarès

### Mondiali juniores
- 1 medaglia:
  - 1 argento (snowboard cross a Rogla 2016)

### Coppa del Mondo
- Miglior piazzamento nella Coppa del Mondo di snowboard cross: 7ª nel 2019